# Hofanlage Reckum 9
Die Hofanlage Reckum 9 in Winkelsett, Samtgemeinde Harpstedt stammt aus der 1. Hälfte des 20. Jahrhunderts. 
Das Ensemble steht unter Denkmalschutz (Siehe auch Liste der Baudenkmale in Winkelsett).

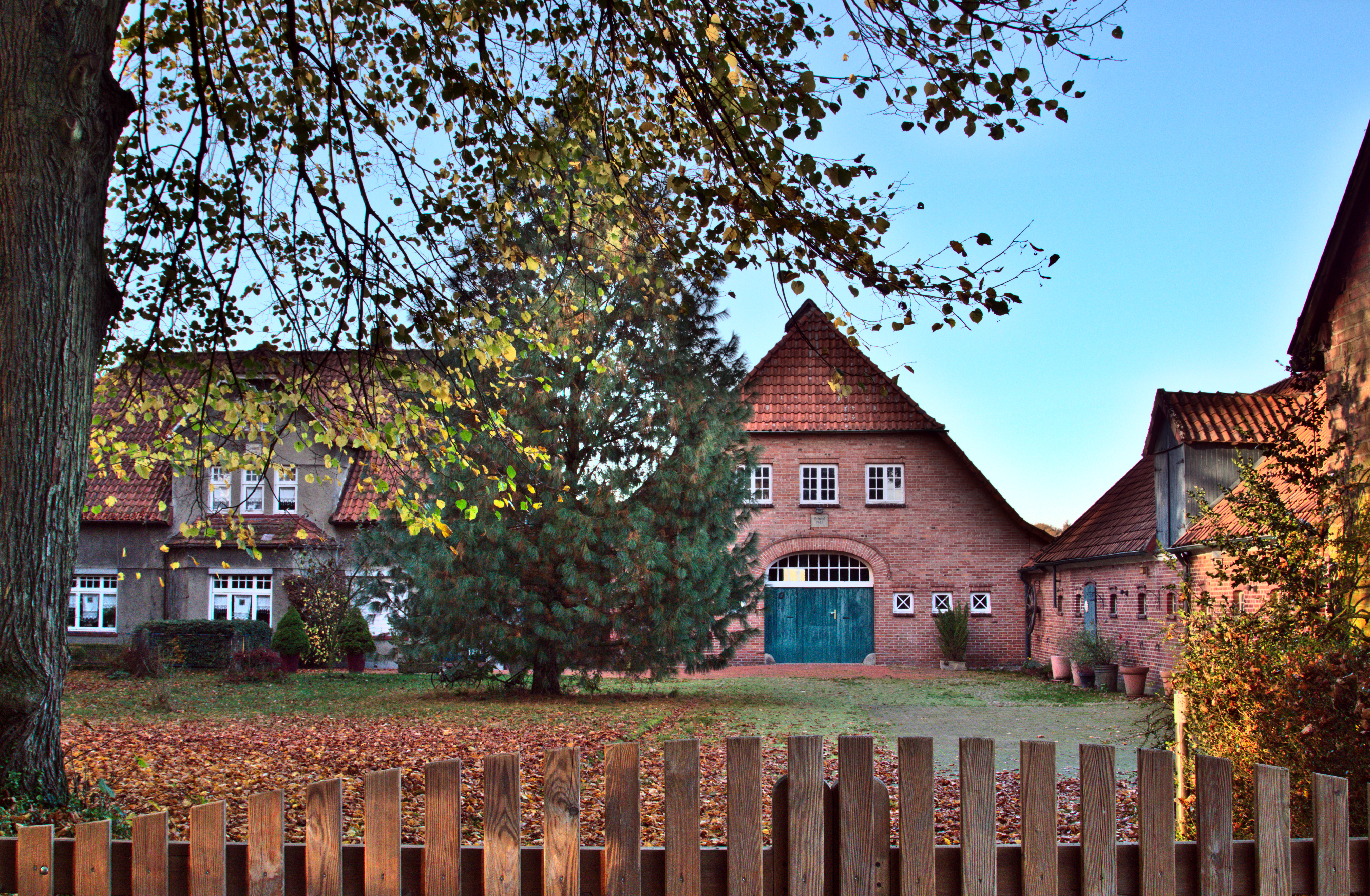
Hofanlage Reckum 9

## Geschichte
Die Hofanlage mit altem markanten Baumbestand (Eichen) besteht aus 
- der Scheune von 1910 gegenüber dem Hof als verbohltes Fachwerkhaus mit Querdurchfahrt, Satteldach und niedrigem Anbau mit Pultdach,
- dem Backhaus als kleines Fachwerkhaus von 1880 mit Satteldach und Backofenanbau; 1942 innerhalb der Hofanlage versetzt,
- dem eingeschossigen verputztem Wohnhaus von 1922 mit Krüppelwalmdach und mittigem Zwerchhaus, der frühere Wirtschaftsteil wurde 1942 im Krieg zerstört, zeitweise wurde das Haus als Schankwirtschaft genutzt,
- dem Stall, der noch 1942 während des Krieges anstelle des kriegszerstörten Wirtschaftsgebäudes entstand,
- dem Schweinestall.

Die Landesdenkmalpflege befand: „...geschichtliche Bedeutung ... als beispielhafte Hofanlage ... Besonderheit stellt das Stallgebäude dar ...“.